# SM U-43
O SM Unterseeboot 43 foi um submarino alemão que serviu na Kaiserliche Marine durante a Primeira Guerra Mundial.
Realizou 11 patrulhas entre 1915 e 1918, afundou 45 navios e danificou outros dois.
Rendeu-se em 20 de novembro de 1918. 

## Comandantes
- 30 de abril de 1915 a 16 de maio de 1917: Hellmuth Jürst
- 17 de maio de 1917 a 17 de abril de 1918: Waldemar Bender
- 18 de abril de 1918 a 11 de novembro de 1918: Johannes Kirchner

## Subordinação
- 1915 - 20 de novembro de 1918 - III Flotilha